# Аллісте
Аллісте (італ. Alliste, сиц. Caddhriste) — муніципалітет в Італії, у регіоні Апулія, провінція Лечче.
Аллісте розташоване на відстані близько 520 км на південний схід від Рима, 170 км на південний схід від Барі, 50 км на південь від Лечче.
Населення — 6776 осіб (2014).
Щорічний фестиваль відбувається 31 жовтня. Покровитель — San Quintino di Vermand.

## Демографія
Станом на 1 січня 2023 року в муніципалітеті офіційно проживали 122 іноземці з 27 країн, серед них 52 громадяни країн Євросоюзу.

## Сусідні муніципалітети
- Меліссано
- Ракале
- Удженто